# Wuchiapingien
| Systeem                                                                                   | Serie         | Etage         | Ouderdom (Ma) | Lithostratigrafie |
| ----------------------------------------------------------------------------------------- | ------------- | ------------- | ------------- | ----------------- |
| Trias                                                                                     | Onder         | Indien        | jonger        | Buntsandstein     |
| Perm                                                                                      | Lopingien     | Changhsingien | 252,2–254,2   | Buntsandstein     |
| Perm                                                                                      | Lopingien     | Changhsingien | 252,2–254,2   | Zechstein         |
| Perm                                                                                      | Lopingien     | Wuchiapingien | 254,2–259,9   |                   |
| Perm                                                                                      | Guadalupien   | Capitanien    | 259,9–265,1   |                   |
| Perm                                                                                      | Guadalupien   | Wordien       | 265,1–268,8   |                   |
| Perm                                                                                      | Guadalupien   | Roadien       | 268,8–272,3   |                   |
| Perm                                                                                      | Cisuralien    | Kungurien     | 272,3–279,3   | Rotliegend        |
| Perm                                                                                      | Cisuralien    | Artinskien    | 279,3–290,1   | Rotliegend        |
| Perm                                                                                      | Cisuralien    | Sakmarien     | 290,1–295,5   | Rotliegend        |
| Perm                                                                                      | Cisuralien    | Asselien      | 295,5–298,9   | Rotliegend        |
| Carboon                                                                                   | Pennsylvanien | Gzhelien      | ouder         | Rotliegend        |
| Carboon                                                                                   | Pennsylvanien | Gzhelien      | ouder         |                   |
| Indeling van het Perm volgens de ICS samen met de Europese lithostratigrafische indeling. |               |               |               |                   |

Het Wuchiapingien (Vlaanderen: Wuchiapingiaan) is een tijdsnede in het Boven-Perm (Lopingien), die duurde van 259,9 ± 0,4 tot 254,2 ± 0,1 Ma. Het Wuchianpingien komt na/op het Capitanien en na het Wuchiapingien komt het Changhsingien.
Het Wuchiapingien is ook een etage in het Lopingien in de stratigrafie van China.

## Naam en definitie
De GSSP voor het Wuchiapingien ligt in de Zuid-Chinese provincie Guǎngxī. Regionale etages die min of meer met het Wuchiapingien correleren zijn Djulfian/Dzulfian, Longtanian, Rustlerian, Saladoan en Castile.

De basis van het Wuchiapingien is gelegd bij het eerste voorkomen van de conodont Clarkina postbitteri postbitteri. De top van de etage ligt bij het eerste voorkomen van de conodont Clarkina wangi.
In de stratigrafie van Europa valt het einde van een lange periode waarin continentale ("Rotliegendes"-facies) sedimenten voorkomen in het Wuchiapingien. Daaroverheen volgt in Midden-Europa (destijds deel van Pangea) een transgressie van de zee vanuit het noorden. Daar overheen liggen de dikke evaporietlagen van het Zechstein, waarvan de ouderdom gedeeltelijk ook overlapt met het Changhsingien.